# Hapsidohedra aspidophora
Hapsidohedra aspidophora is een pissebed uit de familie Munnopsidae. De wetenschappelijke naam van de soort is voor het eerst geldig gepubliceerd in 1962 door Wolff.